# Страховский (Новоаннинский район)
Страховский — хутор в Новоаннинском районе Волгоградской области России, в составе Новокиевского сельского поселения.
Население - 31 (2010)

## История
Хутор Страховский относился к юрту станицы Филоновской Хопёрского округа Земли Войска Донского (с 1870 - Область Войска Донского). В 1859 года на хуторе проживали 102 мужчины и 99 женщин. Согласно переписи населения 1897 года на хуторе проживали 171 мужчина и 167 женщин, из них грамотных: мужчин — 65 (38 %), грамотных женщин — 7 (4,2 %).
Согласно алфавитному списку населённых мест Области Войска Донского 1915 года земельный надел хутора составлял 1136 десятин, здесь проживало 200 мужчин и 195 женщин, имелись сельское правление и церковно-приходская школа. Хутор обслуживало Калачёвское почтовое отделение.
В 1928 году хутор был включён в состав Новоаннинского района Хопёрского округа (округ упразднён в 1930 году) Нижне-Волжского края (с 1934 года - Сталинградский край). Хутор являлся центром Страховского сельсовета. В 1935 году Страховский сельсовет передан в состав Калининского района Сталинградского края. В 1954 году Страховский и Полтавский сельсоветы были объединены в один Полтавский сельсовет (центр - хутор Полтавский). Решением облисполкома от 15 июля 1958 года Полтавский сельсовет был ликвидирован, территория передана в Ново-Киевский сельсовет. На основании решения Волгоградского облисполкома от 07 февраля 1963 года Калининский район был ликвидирован. Панфиловский, Новокиевский и Тростянский сельсоветы были переданы в Новоаннинский район.

## География
Хутор находится в пределах Хопёрско-Бузулукской равнины, являющейся южным окончанием Окско-Донской низменности, на левом берегу реки Карман, на высоте около 110 метров над уровнем моря. Почвы — чернозёмы обыкновенные.
По автомобильным дорогам расстояние до областного центра города Волгоград составляет 250 км, до районного центра города Новоаннинский — 53 км, до хутора Новокиевка - 11 км.
Часовой пояс
Страховский, как и вся Волгоградская область, находится в часовой зоне МСК (московское время). Смещение применяемого времени относительно UTC составляет +3:00.

## Население
Динамика численности населения по годам:
| 1859 | 1873 | 1897 | 1915 | 1987 | 2002 |
| ---- | ---- | ---- | ---- | ---- | ---- |
| 201  | 247  | 338  | 395  | ≈60  | 50   |

| 2010 |
| ---- |
| 31   |